# Ільченко Сергій Едуардович
Сергій Едуардович Ільченко (англ. Sergey Ilchenko; нар. 1959) — молдовський публіцист, філософ та журналіст.

## Біографія
Журналістську діяльність розпочав у молдавській пресі — в газетах «Săptămână», «Комуніст» та «Незалежна Молдова».
З січня 2002 по грудень 2006 — головний редактор придністровського тижневика «Дністровський Кур'єр». У 2004 р. обіймав посаду головного редактора газети «Комсомольська правда в Придністров'ї». З січня 2007 ріка — фрілансер, який співпрацював з РІА Дністер, AVA.MD, російським ІА REGNUM, іншими виданнями Придністров'я, Молдови та України.
Сергій Ільченко — співавтор друкованої публіцистичної збірки «Голий Воронін». Філософ-марксист. Автор книг «Іншим шляхом» та «Світ у русі».
18 березня 2015 Ільченка було заарештовано КДБ ПМР.
17 липня 2015 Ільченка випустили з в'язниці, підвівши його під амністію в обмін на свідчення. Після виходу на волю Ільченко виступив із заявою про те, що його визнання було отримано під тиском з боку Міністерства державної безпеки Придністровської Молдавської Республіки Міністерства державної безпеки ПМР.
З липня 2017 року постійно проживає в Києві, колумніст політичного Інтернет-журналу «Ділова столиця». Член незалежної профспілки журналістів України.